# Elecciones al Congreso de los Diputados de noviembre de 2019 (Barcelona)
Las elecciones al Congreso de los Diputados de noviembre de 2019 se celebraron en la provincia de Barcelona el domingo 10 de noviembre, como parte de las elecciones generales convocadas por Real Decreto dispuesto el 24 de septiembre de 2019 y publicado en el Boletín Oficial del Estado el mismo día. Se eligieron los 32 diputados del Congreso correspondientes a la circunscripción electoral de Barcelona, mediante un sistema proporcional (método d'Hondt) con listas cerradas y un umbral electoral del 3%.

## Resultados
Los comicios depararon 8 escaños al Partido de los Socialistas de Cataluña, 7 al Esquerra Republicana de Catalunya-Sobiranistes, 5 escaños a En Comú Podem-Guanyem el Canvi, 4 a Junts per Catalunya-Junts y 2 al Partido Popular, a Vox, Candidatura d'Unitat Popular-Per la Ruptura y Ciudadanos-Partido de la Ciudadanía. Los resultados del escrutinio completo y definitivo se detallan a continuación:
| Candidatura                                            | Candidatura                                                       | Votos     | %                               | Escaños                         |
| ------------------------------------------------------ | ----------------------------------------------------------------- | --------- | ------------------------------- | ------------------------------- |
|                                                        | Partido de los Socialistas de Cataluña (PSC-PSOE)                 | 638 319   | 21,80                           | 8                               |
|                                                        | Esquerra Republicana de Catalunya-Sobiranistes (ERC-Sobiranistes) | 618 909   | 21,14                           | 7                               |
|                                                        | En Comú Podem-Guanyem el Canvi (En Comú Podem)                    | 452 482   | 15,46                           | 5                               |
|                                                        | Junts per Catalunya-Junts (JxCAT-Junts)                           | 343 931   | 11,75                           | 4                               |
|                                                        | Partido Popular (PP)                                              | 225 645   | 7,71                            | 2                               |
|                                                        | Vox (Vox)                                                         | 184 715   | 6,31                            | 2                               |
|                                                        | Candidatura d'Unitat Popular-Per la Ruptura (CUP-PR)              | 179 041   | 6,12                            | 2                               |
|                                                        | Ciudadanos-Partido de la Ciudadanía (Cs)                          | 174 124   | 5,95                            | 2                               |
|                                                        |                                                                   |           |                                 |                                 |
| Más País (Más País)                                    | Más País (Más País)                                               | 41 826    | 1,43                            | 0                               |
| Partido Animalista Contra el Maltrato Animal (PACMA)   | Partido Animalista Contra el Maltrato Animal (PACMA)              | 34 752    | 1,19                            | 0                               |
| Recortes Cero-Grupo Verde (Recortes Cero-GV)           | Recortes Cero-Grupo Verde (Recortes Cero-GV)                      | 4698      | 0,16                            | 0                               |
| Por Un Mundo Más Justo (PUM+J)                         | Por Un Mundo Más Justo (PUM+J)                                    | 1577      | 0,05                            | 0                               |
| Partido Humanista (PH)                                 | Partido Humanista (PH)                                            | 0000      | 0,00                            | 0                               |
| Iniciativa Feminista (IFem)                            | Iniciativa Feminista (IFem)                                       | 3005      | 0,10                            | 0                               |
| Partido Comunista de los Trabajadores de España (PCTE) | Partido Comunista de los Trabajadores de España (PCTE)            | 1587      | 0,05                            | 0                               |
| Partit Comunista del Poble de Catalunya (PCPC)         | Partit Comunista del Poble de Catalunya (PCPC)                    | 1509      | 0,05                            | 0                               |
| Izquierda en Positivo (IZQP)                           | Izquierda en Positivo (IZQP)                                      | 1178      | 0,04                            | 0                               |
| Votos en blanco                                        | Votos en blanco                                                   | 20 457    | 0,70                            | n/a                             |
| Votos válidos                                          | Votos válidos                                                     | 2 927 755 | 100,00                          | 32                              |
| Votos nulos                                            | Votos nulos                                                       | 14 599    | Participación: \| \| 70,03 % \| | Participación: \| \| 70,03 % \| |
| Votantes                                               | Votantes                                                          | 2 942 354 | Participación: \| \| 70,03 % \| | Participación: \| \| 70,03 % \| |
| Electores                                              | Electores                                                         | 4 201 151 | Participación: \| \| 70,03 % \| | Participación: \| \| 70,03 % \| |
|                                                        | 70,03 %                                                           |           |                                 |                                 |

## Diputados electos
Relación de diputados electos:
| N.º | Nombre                                   | Lista | Lista            |
| --- | ---------------------------------------- | ----- | ---------------- |
| 1   | Meritxell Batet Lamaña                   |       | PSC-PSOE         |
| 2   | Gabriel Rufián i Romero                  |       | ERC-Sobiranistes |
| 3   | Jaume Asens Llodrà                       |       | En Comú Podem    |
| 4   | Laura Borràs i Castanyer                 |       | JxCAT-Junts      |
| 5   | Francisco Polo Llavata                   |       | PSC-PSOE         |
| 6   | Carolina Telechea i Lozano               |       | ERC-Sobiranistes |
| 7   | Aina Vidal Sáez                          |       | En Comú Podem    |
| 8   | Cayetana Álvarez de Toledo Peralta-Ramos |       | PP               |
| 9   | Mercè Perea Conillas                     |       | PSC-PSOE         |
| 10  | Joan Josep Nuet i Pujals                 |       | ERC-Sobiranistes |
| 11  | Ignacio Garriga Vaz de Concicao          |       | Vox              |
| 12  | Mireia Vehí Cantenys                     |       | CUP-PR           |
| 13  | Inés Arrimadas García                    |       | Ciudadanos       |
| 14  | Míriam Nogueras i Camero                 |       | JxCAT-Junts      |
| 15  | José Zaragoza Alonso                     |       | PSC-PSOE         |
| 16  | Maria Carvalho i Dantas                  |       | ERC-Sobiranistes |
| 17  | María del Mar García Puig                |       | En Comú Podem    |
| 18  | Lídia Guinart Moreno                     |       | PSC-PSOE         |
| 19  | Pilar Vallugera i Balañà                 |       | ERC-Sobiranistes |
| 20  | Jaume Alonso-Cuevillas i Sayrol          |       | JxCAT-Junts      |
| 21  | Gerardo Pisarello Prados                 |       | En Comú Podem    |
| 22  | María de los Llanos de Luna Tobarra      |       | PP               |
| 23  | Francisco Aranda Vargas                  |       | PSC-PSOE         |
| 24  | Marta Rosique i Saltor                   |       | ERC-Sobiranistes |
| 25  | Juan José Aizcorbe Torra                 |       | Vox              |
| 26  | Carmen Andrés Añón                       |       | PSC-PSOE         |
| 27  | Joan Miquel Mena Arca                    |       | En Comú Podem    |
| 28  | Albert Botran Pahissa                    |       | CUP-PR           |
| 29  | Joan Capdevila i Esteve                  |       | ERC-Sobiranistes |
| 30  | Fernando Tomás de Páramo Gómez           |       | Ciudadanos       |
| 31  | Genís Boadella i Esteve                  |       | JxCAT-Junts      |
| 32  | Arnau Ramírez Carner                     |       | PSC-PSOE         |